# Otto Aust
Otto Torsten Johan Aust (ur. 25 lipca 1892 w Göteborgu, zm. 12 października 1943 w Twistringen) – szwedzki żeglarz, olimpijczyk, zdobywca brązowego medalu w regatach na Letnich Igrzyskach Olimpijskich 1912 w Sztokholmie.
Na Letnich Igrzyskach Olimpijskich 1912 zdobył brąz w żeglarskiej klasie 6 metrów. Załogę jachtu Kerstin tworzyli również Eric Sandberg i Harald Sandberg.